# Cá lịch vân lớn
Cá lịch vân lớn, tên khoa học Gymnothorax favagineus, là một loài cá lịch trong họ được tìm thấy ở đại dương.
Loài cá lịch này có thể dài tới 300 cm. Chúng ăn chủ yếu là cá nhỏ và động vật thân mềm. Người ta đã quan sát thấy con trưởng thành dễ hung hăng trong tự nhiên.
Chúng được tìm thấy ở Ấn Độ-Thái Bình Dương và Đông Phi, Papua New Guinea, phía bắc miền nam Nhật Bản, phía nam của Úc. Những con cá lịch này sinh sống ở độ sâu từ 1 và 45 m, thường là trong các đường nứt trong các bãi rạn san hô và dốc.